# Sino (album)
Sino (makedonsky Сино česky Modrá) je debutové album a v současnosti jediné album vydané makedonskou zpěvačkou Tamarou Todevskou. Album je vrcholné dílo Aleksandara Masevského, který byl do roku 2007 Tamařiným producentem. Obsahuje deuty s Vrčakem, který je také skladatelem.

## Seznam písní
| Pořadí | Název                  | Délka |
| ------ | ---------------------- | ----- |
| 1.     | Sino                   | 4:12  |
| 2.     | Dali Znam              | 3:14  |
| 3.     | A sto ako              | 2:53  |
| 4.     | Nemirna                | 3:34  |
| 5.     | Najverni Prijateli     | 4:34  |
| 6.     | Nemirni iluzii         | 3:54  |
| 7.     | Solza vrela            | 4:00  |
| 8.     | Koga bi mozela         | 4:58  |
| 9.     | Sedmo Nebo ft. Vrčak   | 3:36  |
| 10.    | Losa Devojka ft. Vrčak | 3:24  |
| 11.    | Nemirni Iluzii (remix) | 3:54  |
| 12.    | Setaj                  | 3:54  |
| 13.    | Sex                    | 3:43  |
| 14.    | 1003                   | 3:13  |